# Флаг Шацкого района
Флаг муниципального образования — Ша́цкий муниципальный район Рязанской области Российской Федерации — опознавательно-правовой знак, составленный и употребляемый в соответствии с российскими и международными вексиллологическими (флаговедческими) правилами, служащий символом муниципального образования — Шацкий муниципальный район, единства его территории, населения, прав и самоуправления.
Целями учреждения и использования флага являются: создание зримого символа целостности территории муниципального образования, единства и взаимодействия населяющих его граждан, территориальной и исторической преемственности; воспитание гражданственности, патриотизма, уважения к исторической памяти, национальным, культурным и духовным традициям жителей муниципального образования — Шацкий район.
Ныне действующий флаг утверждён 6 марта 2013 года решением Шацкой районной Думы № 14/17 и внесён в Государственный геральдический регистр Российской Федерации с присвоением регистрационного номера 8391.

## Описание
Описание флага, утверждённого решением Шацкой районной Думы от 26 мая 2005 года № 79, гласило:

Флаг представляет собой двустороннее прямоугольное полотнище белого цвета с полосой жёлтого цвета, расположенной на левой стороне полотнища, в центре которого изображены расположенные крестообразно два золотых снопа ржи. Отношение ширины флага к его длине равно 2:3. Высота снопов ржи составляет примерно 3/4 ширины полотнища. Ширина полосы составляет примерно 1/8 ширины полотнища.

Описание флага, утверждённого решением Шацкой районной Думы от 6 марта 2013 года № 14/17, гласит:

Прямоугольное полотнище с отношением ширины к длине 2:3, состоящее из жёлтой вертикальной полосы вдоль древка шириной в 1/5 своей длины, соединённой с двумя горизонтальными полосами, голубой и белой в соотношении 1:2, на которых помещены фигуры из герба муниципального образования, выполненные жёлтым цветом: на голубой полосе — три веерообразно разлетающиеся пчелы; на белой полосе — два снопа ржи, положенные накрест.

## Обоснование символики
В основу флага положен герб Шацкого муниципального района, который был разработан на основе исторического герба уездного города Шацка, утверждённого Екатериной II в 1781 году, геральдическое описание которого гласило: «Два снопа ржи в серебряном поле, положенные крестообразно, в знак великого изобилия оным». В геральдике любые злаки принято изображать золотом, таким образом герб был составлен с нарушением одного из важнейших принципов геральдики (т. н. «правило тинктур»): никогда не помещать финифть на финифть, а металл на металл.
В геральдике существует также правило давности: если эмблема, даже составленная с нарушениями или ошибками, утверждена монаршей рукой и просуществовала в неизменном виде более 100 лет, то она уже не подлежит исправлению.
Три жёлтых, веерообразно разлетающихся, пчелы (пчела — символ усердия, трудолюбия, бдительности, порядка и чистоты) взяты из герба Тамбовской губернии и символизируют то, что до 1923 года территория Шацкого района находилась в её составе.
В знак региональной принадлежности Шацкого муниципального района к Рязанской области вдоль древка полотнища изображена жёлтая полоса.